# HD 18557
HD 18557，又名BD-10 585，SAO 130216、HR 895，是一颗恒星，视星等为6.14，位于銀經189.01，銀緯-55.34，其B1900.0坐标为赤經2h 53m 56.3s，赤緯-10° -55.34′ 34″。